# František Kukla
František Kukla (13. července 1921 – ???) byl slovenský a československý politik Komunistické strany Slovenska a poúnorový poslanec Národního shromáždění ČSR.

## Biografie
Po volbách roku 1948 byl zvolen do Národního shromáždění za KSČ ve volebním kraji Nitra. Mandát nabyl až dodatečně v prosinci 1953 jako náhradník poté, co rezignoval poslanec Pavol Valehrach. V parlamentu zasedal až do konce funkčního období, tedy do voleb v roce 1954.